# HMS Foxhound (H69)
Pour les autres navires du même nom, voir HMS Foxhound.
Le HMS Foxhound (pennant number H69) est un destroyer de classe F lancé pour la Royal Navy en 1934.
Il est transféré à la Marine royale du Canada le 8 février 1944 et renommé NCSM Qu'appelle.

## Conception
Le Foxhound est commandé, dans le cadre du programme naval de 1932, le 17 mars 1933 pour le chantier naval de John Brown & Company de Clydebank en Ecosse. La pose de la quille est effectuée le 25 juillet 1933, le Foxhound est lancé le 29 août 1934 et mis en service le 27 avril 1935.
Il est parrainé par la communauté civile de Epsom and Ewell dans le Surrey, dans le cadre de la Warship Week (semaine des navires de guerre) en mai 1942.
Le Foxhound est un des 9 navires de la classe F, version allongée de la classe A de 1927 et sur la classe D précédente, permettant d'améliorer leur endurance. La classe F est une répétition de la classe E avec quelques différences mineures Ses quatre canons, en affût simple, sont de 120 mm (4,7 pouces). Ils sont superposés deux à la proue et les deux autres à la poupe. Deux plateformes de tubes lance-torpilles quadruples de 533 mm sont présentes dans l'axe du navire, installées après les deux cheminées et séparées par une plateforme projecteur. Il n'est pas équipé à l'origine comme dragueur de mines.
Les destroyers des classes F déplacent 1 405 Long tons (1 428 t) en charge normale et 1 940 Long tons (1 970 t) en pleine charge. Ils ont une longueur totale de 100,3 mètres, une largeur de 10,1 mètres et un tirant d'eau de 3,8 mètres. Ils sont propulsés par deux turbines à vapeur à engrenages Brown-Curtis, chacune entraînant un arbre d'hélice, utilisant la vapeur fournie par trois chaudières à trois tambours Almirauty qui fonctionnent à une pression de 20,7 bar (300 psi) et à une température de 327 °C. Les turbines développent une puissance totale de 36 000 chevaux-vapeur (27 000 kW) et atteignent une vitesse maximale de 35,5 nœuds (65,7 km/h). Les destroyers transportent un maximum de 470-480 tonnes de mazout, ce qui leur donne une autonomie de 6 350 milles marins (11 760 km) à 15 nœuds (28 km/h).L'effectif du navire est de 145 officiers et matelots.
Une modernisation de temps de guerre est opérée dès 1940. À partir de mai 1940, le banc arrière des tubes de torpilles est retiré et remplacé par un canon antiaérien QF de 12 livres 20-cwt, le mât arrière et la cheminée étant coupés pour améliorer le champ de tir du canon. Quatre à huit canons Oerlikon QF de 20 mm sont ajoutés aux navires survivants, remplaçant généralement les supports de mitrailleuse de calibre .50 entre les cheminées. Au début de la guerre, le stockage des grenades sous-marines est passé à 38. En 1943, on lui enlève son canon "Y" sur le pont arrière pour permettre un stockage supplémentaire de grenades sous-marines et l'installation de deux lanceurs de grenades sous-marines supplémentaires. Le canon de 12 livres est retiré pour permettre l'installation d'un radiogoniomètre Huff-Duff sur un mât principal court et pour permettre le stockage de charges sous-marines supplémentaires. On remplace son canon "A" ou "B" par un mortier Hedgehog anti-sous-marin, et sa tour de contrôle et son télémètre au-dessus du pont sont retirés en échange d'un radar de repérage de cible Type 271. Un radar de recherche de surface à courte portée de type 286, adapté du radar ASV de la Royal Air Force, est également ajouté.

## Histoire
Achevé le 21 juin 1935, le Foxhound est initialement affecté à la 6e flottille de destroyers (6DF) de la Home Fleet (flotte intérieure), mais est envoyé en renfort de la Mediterranean Fleet (flotte méditerranéenne) en 1937 l'embargo sur les armes imposé aux deux parties par les décrets du Comité international pour la non-intervention pendant la guerre civile espagnole.
Entre novembre 1936 et le 13 février 1937, le navire est basé à Gibraltar, sauf pour un bref carénage à l'arsenal de Sheerness (Sheerness Dockyard) en janvier. Il patrouille dans les ports espagnols du golfe de Gascogne en mai-juin et août-octobre avant de rentrer au Royaume-Uni pour un carénage à l'arsenal de Chatham (Chatham Dockyard) du 27 octobre au 30 décembre. Au cours de son service dans les eaux du nord de l'Espagne, le Foxhound est accidentellement engagé et chevauché par le poseur de mines nationaliste espagnol Jupiter alors qu'il est en poste au large de Gijon en août. Il retourne ensuite en Méditerranée pour patrouiller dans la zone située entre Gibraltar et Oran, en Algérie française, de janvier à mars 1938. Le 22 septembre, le navire entre en collision avec le sous-marin Seahorse, endommageant une de ses hélices. Il est réparé à Sheerness du 10 novembre au 12 décembre. Le Foxhound reste dans ses eaux territoriales pour le reste de l'année 1938-39.
La flottille est renumérotée 8e flottille de destroyers (8DF) en avril 1939, cinq mois avant le début de la Seconde Guerre mondiale.

### Seconde Guerre mondiale
En septembre 1939, le Foxhound est affecté à la Home Fleet et basé à Scapa Flow. Pendant le premier mois des hostilités, il fait partie d'un groupe de chasseurs de sous-marins centré autour du porte-avions Ark Royal. Le 14 septembre, le porte-avions est attaqué sans succès par le sous-marin allemand (U-Boot) U-39. le Foxhound, en compagnie de ses navires-jumeaux (sister ships) Faulknor et Firedrake, contre-attaque et coule le U-39 au nord-ouest de l'Irlande. En février 1940, il fait partie des escortes du convoi TC 3 transportant des troupes du Canada vers le Royaume-Uni. Plus tard dans le mois, le navire sauve les survivants du cargo torpillé SS Orania le 11 février.

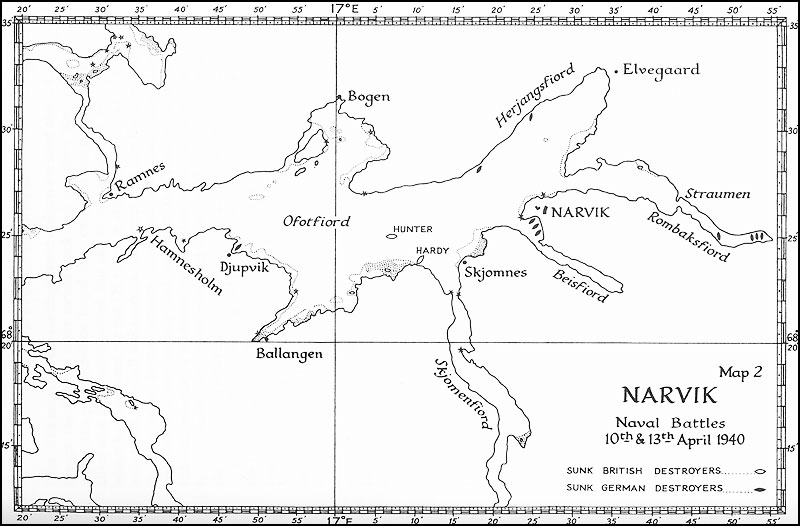
Une carte de l'Ofotfjord

Pendant la deuxième bataille de Narvik, le Foxhound et les destroyers Icarus et Hero ont utiliser leur équipement de dragage de mines à deux vitesses (Two-Speed Destroyer Sweep ou TSDS) en avant du cuirassé Warspite et son escorte, alors qu'ils remontent le Vestfjord pour engager les destroyers allemands restants le 13 avril. Le navire et quatre autres destroyers britanniques poursuivent les navires allemands restants dans le Rombaksfjorden (la branche la plus à l'Est de l'Ofotfjord), à l'Est de Narvik, où le manque de munitions obligent les navires allemands à battre en retraite. Au cours de la bataille, le Foxhound sauve deux officiers et neuf matelots du destroyer Z 12 Erich Giese. En mai, il escorte des convois de troupes vers l'Islande alors qu'ils occupent l'île. Début juin, le navire escorte le croiseur de bataille Repulse et deux croiseurs à la recherche d'illusoires pilleurs de commerce allemands au large de l'Islande ; ils sont rappelés dans les eaux norvégiennes le 9 juin après que les allemands lancent l'opération Juno, une attaque contre les convois alliés évacuant la Norvège, mais les allemands sont déjà rentrés à leur base lorsque les navires arrivent. Plus tard, le Foxhound escorte le Ark Royal et le croiseur de bataille Hood, avec ses sister ships Faulknor et Fearless et le destroyer Escapade, de Scapa Flow à Gibraltar où ils forment la Force H.

#### Force H, 1940-41
Le matin du 3 juillet, le Foxhound embarque le Captain (capitaine) Cedric Holland, émissaire de l'amiral James Somerville, commandant de la Force H, pour rencontrer l'amiral Marcel-Bruno Gensoul, commandant des forces françaises de Vichy à Mers-el-Kébir, en Algérie. Holland doit poser un ultimatum concernant la disposition des navires français sur place afin qu'ils ne tombent pas entre les mains des allemands. Gensoul refuse d'abord de rencontrer un envoyé de si bas rang, mais il cède ensuite et des négociations sont en cours cet après-midi-là pour désarmer les navires français en place lorsque le Premier ministre britannique, Winston Churchill, ordonne la fin des pourparlers pour prévenir l'arrivée imminente de renforts français. Les britanniques ouvrent le feu une demi-heure plus tard, y compris le Foxhound. Un mois plus tard, le navire escorte la Force H pendant l'opération Hurry, une mission visant à faire décoller des avions de chasse pour Malte et à effectuer un raid aérien sur Cagliari en Sardaigne le 2 août. Peu après, il escorte le Hood au Royaume-Uni et commence un carénage à Sheerness qui dure jusqu'en octobre.
Le Foxhound retourne ensuite à Gibraltar et escorte les porte-avions Argus et Ark Royal' pendant les opérations Opérations Coat and White en novembre. Entre deux sorties en Méditerranée, le navire escorte des convois entre Gibraltar et l'Afrique de l'Ouest. Le 31 janvier, la Force H, y compris le Foxhound, quitte Gibraltar pour mener l'opération Picket, une attaque de torpilles nocturnes infructueuse menée par huit avions Fairey Swordfish du Ark Royal sur le barrage Tirso en Sardaigne. Les navires britanniques retournent à Gibraltar le 4 février et commencent à préparer l'opération Grog, un bombardement naval de Gênes, qui est mené à bien cinq jours plus tard. Le 7 avril, le Foxhound escorte le convoi WS 7 au large des côtes de la Sierra Leone, en Afrique de l'Ouest, lorsqu'il sauve trois marins. Ce sont les survivants du cargo Umona, qui a été coulé une semaine plus tôt. À la mi-mai, le Foxhound participe à l'opération Splice, une autre mission au cours de laquelle les porte-avions Ark Royal et Furious envoient des chasseurs à Malte.
La Force H reçoit l'ordre de rejoindre l'escorte du convoi WS 8B dans l'Atlantique Nord le 24 mai, un jour après la bataille du détroit du Danemark, mais il reçoit une contre-ordre pour rechercher le cuirassé allemand Bismarck et le croiseur lourd Prinz Eugen le 25. La mer forte augmente la consommation de carburant de toutes les escortes et le Foxhound est obligé de retourner à Gibraltar pour se ravitailler plus tard dans la journée avant de rejoindre les navires capital ships de la Force H le 29, après que le Bismarck a été retrouvé et coulé. Le 14 juin, le destroyer effectue une autre mission de livraison d'avions vers Malte. Deux jours plus tard, après que les forceurs de blocus allemands aient atteint la France, la Force H se replie dans l'Atlantique, à la recherche d'autres forceurs de blocus. Avec ses sister ships Faulknor, Fearless, Forester et Foresight, le Foxhound aide à couler le sous-marin allemand U-138 le 18 juin. Quatre jours plus tard, la 8e Flottille de destroyers est chargée d'intercepter un navire de ravitaillement allemand repéré se dirigeant vers les côtes françaises. Le lendemain, ils interceptent le MS Alstertor qui est sabordé par son équipage à l'approche des navires britanniques. Ils libèrent 78 prisonniers de guerre britanniques pris sur des navires coulés par les raiders allemands. Fin juin, le Foxhound escorte le Ark Royal et le Furious alors qu'ils envoient d'autres chasseurs vers Malte dans le cadre de l'opération Railway.
Pendant l'opération Substance, le Firedrake et le Foxhound sont chacun à la tête d'une colonne du convoi, faisant fonctionner leurs dispositifs de dragages de mines TSDS, à travers le goulet sicilien le 23 juillet, lorsqu'une bombe italienne a failli manquer le Firedrake et le met hors d'état de nuire de sorte qu'il faut le remorquer jusqu'à Gibraltar. Le gros du convoi atteint Malte le lendemain avant que les escortes ne rejoignent la Force H. Une semaine plus tard, il escorte les navires de la Force H qui couvrent un autre convoi de Malte (opération Style). Le navire est brièvement affecté au groupe d'escorte EG.3 dans l'Atlantique Nord pour des tâches d'escorte de convois plus tard dans le mois, jusqu'à ce qu'il est transféré à la Flotte méditerranéenne fin décembre.

#### 1942–1945
Le Foxhound escorte les croiseurs légers de la Force B et le cargo Glengyle du Convoi MF 2 d'Alexandrie, en Égypte, à Malte au début du mois de janvier 1942. Une semaine plus tard, il escorte les croiseurs du Convoi MF 3 vers Malte et est détaché pour escorter le cargo MV Thermopylae à Benghazi, en Libye, après qu'il a eu des problèmes de moteur le 18 janvier. En route, le cargo est coulé par des avions allemands et le Foxhound arrive à Alexandrie le 20 janvier. Le 29 mars, le navire est transféré à la Eastern Fleet (Flotte orientale) et affecté aux navires rapides de la Force A, car l'amiral Somerville a organisé ses forces en prévision de l'invasion japonaise de l'océan Indien (Opération C pour les japonais) . Peu après, il est transféré en Afrique du Sud et la 2e flottille de destroyers pour escorter les convois. le Foxhound est ensuite transféré à la 4e flottille de destroyers à Freetown, en Sierra Leone, en mai-juillet 1943.

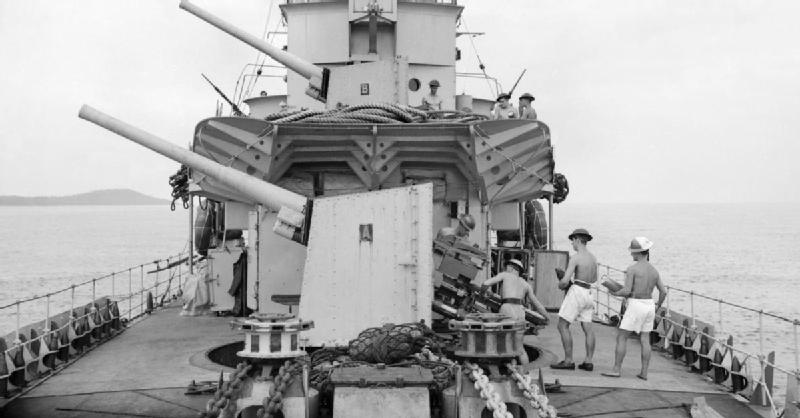
Canons de 4,7 pouces à l'avant du navire, Freetown, 1943

Le Foxhound est converti en destroyer d'escorte à partir d'août 1943 et est transféré au Canada le 8 février 1944. Le navire est mis en service dans la Marine royale canadienne le même jour sous le nom de NCSM Qu'Appelle. Après avoir travaillé à la Anti-Submarine Training School (école de formation anti-sous-marine) de Tobermory sur l'île de Mull, il est affecté au Western Approaches Command (commandement des approches occidentales). Au départ, le Qu'Appelle fait partie du 6e groupe d'escorte basé au port de Londonderry, mais il est transféré au 12e groupe d'escorte en mai, où il patrouille ensuite à l'entrée Ouest de la Manche après le débarquement de Normandie pour protéger la navigation des attaques allemandes.
Avec les destroyers Saskatchewan, Skeena, et Restigouche, le Qu'Appelle attaque trois patrouilleurs allemands au large de Brest dans la nuit du 5 au 6 juillet. Le patrouilleur allemand V 715 est coulé et le Qu'Appelle est légèrement endommagé. Le 11 août, les navires Restigouche, Skeena et le destroyer Assiniboine interceptent un petit convoi au sud de Brest. Alors qu'ils coulent deux chalutiers de la marine, le Qu'Appelle est accidentellement éperonné par le Skeena pendant l'engagement et part en réparation jusqu'au 5 septembre. Le mois suivant, il rejoint le 11e groupe d'escorte pour des patrouilles au large de l'Islande jusqu'à la fin novembre. Le navire arrive à Halifax le 29 novembre pour commencer un carénage à Pictou, en Nouvelle-Écosse, qui a duré du 5 décembre au 30 juin 1945,.

### Après-guerre
Le Qu'Appelle fait quatre voyages au Royaume-Uni pour ramener les troupes canadiennes au Canada jusqu'au 25 septembre. Le navire devient ensuite un navire d'entraînement stationnaire pour l'école de torpilles de Halifax.
Il est mis en réserve le 27 mai 1946, date à laquelle il est inscrit sur la liste des navires à éliminer. Puis il est vendu à German and Milne pour être mis à la ferraille à Sydney, en Nouvelle-Écosse, en décembre 1947.

### Honneurs de bataille
- ATLANTIC 1939-41
- NARVIK 1940
- NORWAY 1940
- MALTA CONVOYS 1941
- MEDITERRANEAN 1941

### Participation auxconvois
Le Foxhound a navigué avec les convois suivants au cours de sa carrière:
1. Convoi HG 34FA
2. Convoi HG 67
3. Convoi MKF 22
4. Convoi ON 38
5. Convoi SC 55
6. Convoi SR 4F
7. Convoi TC 3
8. Convoi TS 39
9. Convoi TS 47
10. Convoi TS 50
11. Convoi WS 7
12. Convoi WS 14
13. Convoi WS 27D
14. Convoi WS 27F
15. Convoi WS 28F
16. Convoi WS 30
17. Convoi WS 31
18. Convoi WS 31F

En tant que Qu'appelle:
1. Convoi ON 231
2. Convoi ON 267
3. Convoi SC 157
4. Convoi SL/MKS 169MK

### Commandement
en tant que HMS Foxhound
- Lieutenant Commander (Lt.Cdr.) Philip Henry Hadow (RN) du 7 décembre 1937 au 26 janvier 1940
- Lieutenant Commander (Lt.Cdr.) Geoffrey Hendley Peters (RN) du 26 janvier 1940 au 26 juillet 1942
- Commander (Cdr.) Cecil John Wynne-Edwards (RN) du 26 juillet 1942 au 8 février 1944

en tant que HMCS Qu'appelle
- Commander (Cdr.) Dickson Carlile Wallace (RCNR) du 8 février 1944 au 19 avril 1944
- Commander (Cdr.) Alec Murray McKillop (RN) du 20 avril 1944 au 11 juillet 1944
- Commander (Cdr.) John Dudley Birch (RNR) du 12 juillet 1944 au 9 septembre 1944
- T/Commander (T/Cdr.) James Douglas Prentice (RCN) du 10 septembre 1944 au 4 décembre 1944
- Commander (Cdr.) (en retraite) Edgar Lorne Armstrong (RCN) du 5 décembre 1944 au 6 janvier 1945
- Commander (Cdr.) Edgar George Skinner (RCNR) du 7 janvier 1945 au 2 avril 1945
- T/Lieutenant Commander (T/Lt.Cdr.) Ian Angus (RCNVR) du 3 avril 1945 au 21 juin 1945
- T/A/Lieutenant Commander (T/A/Lt.Cdr.) Wilfred Davenport (RCNR) du 22 juin 1945 au 21 août 1945